# Златоград (община)
Златоград (болг. Община Златоград) — община в Болгарии. Входит в состав Смолянской области. Население составляет 14 793 человека (на 21.07.05 г.).

## Состав общины
В состав общины входят следующие населённые пункты:
1. Аламовци
2. Долен
3. Ерма-Река
4. Златоград
5. Кушла
6. Пресока
7. Старцево
8. Страшимир
9. Фабрика
10. Цацаровци